# Standard Nine
Der Standard Nine war ein kleiner PKW, den die Standard Motor Company in Coventry von 1928 bis 1940 baute.
Der Name tauchte zuerst 1928 auf und bezeichnete den Kleinwagen 9 hp, der einen seitengesteuerten Vierzylindermotor besaß. Noch im gleichen Jahr wurde der Wagen in Big 9 umbenannt und in dieser Form bis 1933 hergestellt. In diesem Jahr erschien der etwas kleinere Little 9, der 1937 vom Flying 9 in Pseudo-Stromlinienform abgelöst wurde. Bis zur kriegsbedingten Fertigungseinstellung 1940 war er der kleinste Standard.

## 9 hp (1928)
1928 erschien der Kleinwagen 9 hp mit verschiedenen Aufbauten und langhubigem Vierzylinder-Reihenmotor mit 1.159 cm³ Hubraum (Bohrung × Hub = 60,3 mm × 101,6 mm), der 22 bhp (16 kW) bei 3.000 min−1 lieferte. Der 9 hp war der erste Wagen mit seitengesteuertem Motor, den Standard nach dem Ersten Weltkrieg baute. Er war kleiner und einfacher als die sonst noch lieferbaren Modelle 14 hp und 18/36. Der kleine Wagen erreichte eine Höchstgeschwindigkeit von 80 km/h.
Noch im gleichen Jahr wurde er in Big 9 umbenannt.

## Big 9 (1928–1933)
Nur wenige Monate nach dem Erscheinen des 9 hp wurde ein etwas größerer Wagen unter dem Namen Big 9 angeboten. Nicht nur der Radstand war um 7,5″ (190 mm) gewachsen, sondern auch der Motor. Das Vierzylinder-Reihenaggregat hatte einen Hubraum von 1287 cm³ und lieferte 25 bhp (18,4 kW) bei 3200 min−1. Die Höchstgeschwindigkeit stieg auf 87 km/h.
Im Laufe des Jahres 1933 wurde der Big 9 zugunsten des kleineren Little 9 eingestellt.

## Little 9 (1933–1936)
1933 löste der Little 9 den Big 9 ab. Sein Radstand war um 10,25″ (260 mm) kürzer und er hatte einen Motor mit nur noch 1.006 cm³ Hubraum, der wieder 22 bhp (16 kW) abgab. Im Folgejahr wurde der Hubraum auf 1.052 cm³ vergrößert. Die Fahrzeuge konnten bis zu 93 km/h schnell fahren.
1937 löste der überarbeitete Flying 9 dieses Modell ab.

## Flying Nine (1937–1940)
Der Flying Nine besaß als kleinstes Fahrzeug der Reihe die Pseudo-Stromlinie der Standard-Flying-Linie. Sein seitengesteuerter Reihenvierzylindermotor mit 1.131 cm³ (Bohrung × Hub = 60 mm × 100 mm) war vollkommen neu konzipiert. Über ein synchronisiertes Dreiganggetriebe wurde die Motorkraft an die Hinterräder weitergeleitet.
1940 wurde die Produktion kriegsbedingt eingestellt.

## Quelle
- Culshaw, David & Horrobin, Peter: The Complete Catalogue of British Cars 1895–1975, Veloce Publishing plc., Dorchester (1997), ISBN 1-874105-93-6